# Konstytucja Węgier (1949)
Konstytucja Republiki Węgierskiej (A Magyar Köztársaság Alkotmánya) – ustawa zasadnicza Republiki Węgierskiej, uchwalona 18 sierpnia 1949 roku. Weszła w życie 20 sierpnia 1949 roku. Została zmieniona m.in. poprawkami z 26 kwietnia 1972 roku i 23 października 1989 roku. Uchylona z dniem 1 stycznia 2012 roku i została zastąpiona nową konstytucją Węgier z 2011 roku.
Składała się z preambuły, 15 rozdziałów i 78 artykułów.

## Historia

### Tło
Przez wiele wieków na Węgrzech obowiązywało prawo zwyczajowe; nie było kodeksu cywilnego, a prawnicy korzystali z Corpus Iuris Hungarici. Podczas powstania węgierskiego (1848) i później Węgry nabyły wiele ważnych statutów (m.in. Statut XII porozumienia austriacko-węgierskiego z 1867 roku, gwarantujący konstytucjonalizm Statut IV z 1869 roku, który oddzielał władzę wykonawczą od sądowniczej, czy statuty z lat 70. XIX w., regulujące samorządy itd.).
Po powstaniu Węgierskiej Republiki Rad, rząd 2 kwietnia 1919 wydał prowizoryczną konstytucję, która po części opierała się na rosyjskiej konstytucji z 1918 roku. 23 czerwca Narodowe Zgromadzenie Sprzymierzonych Rad nadało pierwszą "realną" konstytucję. Jednakże, gdy komunistyczne Węgry przestały istnieć, kraj powrócił do niespisanej konstytucji sprzed 1918 roku. Statut I z 1920 roku potwierdził monarchistyczną formę rządów (tron jednak nie został obsadzony, funkcję regenta pełnił Miklós Horthy). Statut XLVII zdetronizował dynastię Habsburgów. Druga izba została wprowadzona Statutem XXII w roku 1926. Kolejne akty konstytucyjne zwiększyły siłę regenta, który podczas II wojny światowej był uprawniony do mianowania 87 senatorów.

### Epoka komunistyczna
Na podstawie Statutu VIII w 1945 roku odbyły się na Węgrzech wybory parlamentarne. 31 stycznia 1946 roku została wprowadzona mała konstytucja, która znosiła monarchię i wprowadziła republikańską formę rządów. W roku 1949 Węgierska Partia Pracujących przejęła kontrolę nad krajem. 20 sierpnia tego samego roku wprowadzono nową konstytucję, co stało się powodem ustanowienia święta państwowego (które zbiegało się ze świętem Stefana I). Dokument został opisany jako "wierna imitacja radzieckich konstytucji, z pewnymi zmianami wynikającymi z różnic historycznych i politycznych pomiędzy Węgrami a ZSRR" (konstytucja węgierska opierała się w głównej mierze na konstytucji ZSRR z 1936 roku). Od tego momentu Węgry stały się "państwem robotników i ludu pracującego". Przez parlament była wybierana Rada Prezydialna, która była formalną głową państwa, ale realna władza należała do Węgierskiej Partii Pracujących (dokument wspomniał o przewodniej roli tej partii w państwie). Zostały zagwarantowane fundamentalne prawa, ale jedynie dla ludzi pracujących. Nastąpił rozdział państwa od Kościoła.
Do roku 1989 podstawowe cechy konstytucji pozostały bez zmian, chociaż dokonano ważnych poprawek w latach: 1950, 1953, 1954, 1972 i 1983. Szczególnie ważną zmianą była uchwała z 26 kwietnia 1972 roku, kiedy to niemal od nowa naszkicowano konstytucję. Ogłoszono wtedy w niej, że Węgry są państwem socjalistycznym. Został utrzymany taki sam porządek społeczny, polityczny i ekonomiczny jak wcześniej, ale fundamentalne prawa został teraz zagwarantowane wszystkim obywatelom (ale prawa takie jak wolność wypowiedzi, prasy czy zrzeszania się wciąż musiały być podporządkowane interesom socjalizmu i ludzi). W preambule nadal były słowa o "radzieckich wyzwolicielach", ale położono w niej większy nacisk na perspektywę historyczną. Wyrażono zrozumienie dla roli syndykatów w budowaniu socjalizmu, zagwarantowano równość w państwie, uznano prywatnych producentów dopóty, dopóki "nie będą naruszać interesów zbiorowości". W 1983 utworzono Radę Konstytucyjną, która miała badać zgodność norm prawnych niższego rzędu z konstytucją. W 1989 utworzono Sąd Konstytucyjny i wprowadzono wotum nieufności dla Rady Ministrów i jej członków.

### Reformy z 1989
Od 1988 roku zaczęły pojawiać się głosy, żeby z powodu pogorszenia się sytuacji ekonomicznej i pojawienia się opozycji stworzyć nową konstytucję. Na skutek rozmów Trójkątnego Stołu w połowie 1989 roku wprowadzono system wielopartyjny, demokrację parlamentarną i społeczną gospodarkę rynkową. Jednakże presja czasu nie pozwoliła na napisanie nowej konstytucji. Zmiany zostały uchwalone 18 października 1989 roku i weszły w życie pięć dni później, w rocznicę rewolucji 1956.
Reformy ustanowiły Węgry jako demokratyczną, niepodległą republikę. Wprowadzona została swoboda zakładania partii politycznych. Wśród nowych zmian pojawiła się słaba pozycja prezydenta i mocna rządu, który miał sprawować władzę, ograniczony władzą premiera, referendami i niezawisłością sądów. Wszystkie odniesienia do socjalizmu zostały z preambuły usunięte. Sąd Konstytucyjny, wybierany przez ⅔ parlamentu, może anulować ustawy jako niezgodne z konstytucją i ma szeroką jurysdykcję. Kadencja parlamentu została skrócona – z 5 do 4 lat. Położono nacisk na prawa człowieka, odnosząc się przy tym do Międzynarodowego Paktu Praw Obywatelskich i Politycznych oraz Międzynarodowego Paktu Praw Gospodarczych, Społecznych i Kulturalnych. Stwierdzono z pewną przesadą, że tylko jedno postanowienie pozostało nienaruszone: "Budapeszt jest stolicą Węgier". Jednakże forma państwa nie zmieniła się, będąc ciągle demokracją parlamentarną z parlamentem jako "najwyższym organem władzy państwowej, reprezentującym społeczeństwo".

### Po 1989
Od 1989 roku konstytucja była zmieniana wiele razy, pierwszy raz w roku 1990. Wtedy to po wyborach parlamentarnych opozycja doszła do władzy, wtedy też usunięto z konstytucji przepisy o demokracji socjalistycznej i gospodarce planowej. W roku 1994 między innymi zmniejszono skład Sądu Konstytucyjnego z 15 do 11 sędziów. W roku 1997 dokonano poprawek w systemie władzy sądowniczej, które, wraz z późniejszymi zmianami, pozwoliły Węgrom wejść do Unii Europejskiej.

## Nowa ustawa zasadnicza
Po wyborach z 2010 roku węgierski parlament rozpoczął pracę nad nową konstytucją. 18 kwietnia 2011 za przyjęciem nowej ustawy zasadniczej głosowało 262 spośród 386 deputowanych w Zgromadzeniu Narodowym. Prezydent Pál Schmitt zapowiedział, że podpisze akt 25 kwietnia 2011 w pierwszą rocznicę zwycięstwa Fideszu w wyborach. 25 kwietnia 2011 roku prezydent podpisał nową konstytucję Węgier, która weszła w życie 1 stycznia 2012 roku. Konstytucja jest krytykowana przez będącą w mniejszości lewicową opozycję i międzynarodowe organizacje zajmujące się prawami człowieka za konserwatyzm i brak niektórych mechanizmów demokratycznego równoważenia władzy.